# Thrimalö
A imperatriz Thrimalö (em tibetano:  འབྲོ་ཟ་ཁྲི་མ་ལོད, Wylie: vbro za khri ma lod, também grafado Khrimalod) foi uma co-governante não oficial do império tibetano, que governou de 675 a 689 e de 704 a 712. Seu título era tsenmo (o equivalente feminino de tsenpo, o título tibetano mais frequentemente traduzido como imperador).

## Regência
Thrimalö era casada com o imperador Mangsong Mangtsen (também conhecido como Trimang Löntsen, Wylie:  'khri-mang-slon-rtsan). O imperador morreu no inverno de 676/77, e no mesmo ano ela deu à luz o filho do imperador, Tridu Songtsen ( Wylie: 'khri 'dus-srong btsan).
Quando Zhangzhung se revoltou no início do reinado de seu filho. Thrimalö compartilhou o poder com o Lönchen (regente) dele Gar Tridring do clã Gar (m'gar). Quando seu filho, Tridu, fez campanha no território de Nanchao, na atual província chinesa de Iunã, de 700-4, ela retomou sua regência administrativa.
De acordo com os Antigos Anais Tibetanos no inverno de 704-705, Lha (Balpho ou Lha Balpo), um dos filhos de Tridu Songtsen, assumiu o trono, mas Thrimalö destronou Lha em favor do bebê Rgyal Gtsug ru, o futuro imperador Tride Tsuktsen, popularmente conhecido como Me Agtsom. Revoltas e execuções acompanharam o golpe virtual, mas os anais tibetanos  e as fontes chinesas têm pouco a informar sobre elas.
Thrimalö havia arranjado um casamento real de Tride Tsuktsen com uma princesa chinesa. A princesa Jincheng (chines: 金城 公主, tibetano: Kyimshang Kongjo) chegou em 710, mas não está claro se ela se casou com Tsuktsen de sete anos ou com o deposto Lha Balpo.
Lha aparentemente não foi morto, mas apenas forçado a uma semi-aposentadoria. Foi assim, talvez, o Imperador aposentado Lha que realmente recebeu e se casou com a princesa chinesa Jincheng em 710. Em qualquer caso, o Tibete experimentou neste período mais inquietações internas do que externas pois estava visivelmente em paz com China, já que o Imperador Zhongzong havia restabelecido a dinastia, após Wu Zetian abdicar.
Thrimalö morreu em 712. Tride Tsuktsen foi então oficialmente entronizado. Thrimalö continou a ser a única mulher na história do Tibete a governar o país.